# Армения на «Евровидении-2013»
Армения принимала участие в конкурсе песни «Евровидение 2013» в Мальмё, Швеция. Представитель был определён путём внутреннего отбора, а песня - путём национального отбора, организованного армянским национальным вещателем «AMPTV».

## Внутренний отбор
22 января «AMPTV» объявил, что представлять Армению на «Евровидении 2013» будет рок-группа Дорианс. Всего было получено около 70 заявок, из которых выбрали четыре песни. Национальный отбор песен состоялся 2 марта.

## Национальный отбор
Чтобы выбрать песню для рок-группы Дорианс, 2 марта 2013 года состоялся национальный отбор песен. Ведущими отбора были Гоар Гаспарян и Авет Барсегян. Срок подачи заявок был открыт с 22 января до 20 февраля. В общей сложности было отправлено 70 заявок от композиторов из Испании, Бельгии, Швеции, Франции и Армении. Гор Суджян исполнил четыре песни. Имена композиторов песен были объявлены после окончания конкурса.
| Номер | Артист  | Песня         | Место |
| ----- | ------- | ------------- | ----- |
| 1     | Dorians | The Truth     | 4     |
| 2     | Dorians | No Time       | 2     |
| 3     | Dorians | Toy Planet    | 3     |
| 4     | Dorians | Lonely Planet | 1     |

По голосованию телезрителей и жюри победила песня «Одинокая Планета», музыка Тони Айомми и слова Вардан Задоян. Во время интервал-акта, в ходе мероприятия, выступила армянская группа Компас Бэнд, которая представляла Армению на конкурсе «Детское Евровидение-2012». Группа исполнила песню «Sweety Baby». Кроме них, выступили Ноди Татишвили и Софи Геловани, представители Грузии на "Евровидении-2013". Они исполнили свою конкурсную песню «Waterfall». Также исполнил свою конкурсную песню «Tomorrow» представитель Мальты на "Евровидении-2013" Джанлука Беццина .
В состав профессионального жюри вошли: Сергей Смбатян (дирижер и художественный руководитель государственного молодежного оркестра Армении), Сона (вокал), Эрик Антараняан (телеведущий), Геворг Акопян (оперная певица) и Карен Казарян (Продюсер).